# Bastian Knittel
 Bastian Knittel  (8 de agosto de 1983) es un tenista profesional alemán.Su clasificación más alta a nivel individual fue el puesto n.º 157, alcanzado el 28 de febrero de 2011. En dobles alcanzó el puesto n.º 201 el 26 de agosto de 2011.
Ha ganado hasta el momento un título de la categoría ATP Challenger Series y otros dos en la modalidad de dobles.

## Carrera

### 2007
En este año ganó su primer torneo challenger. En el mes de mayo se presenta a disputar el Challenger de Ostrava disputado en la República Checa. Juega en la modalidad de dobles junto al local Lukáš Rosol. Llegan a la final, en donde se enfrentan a la pareja rusa conformada por Alexander Krasnorutskiy y Aleksandr Kudriávtsev, y triunfa en la misma por 2–6, 7–5, 11–9.

### 2011
En el mes de enero, Knittel logra su segundo challenger en la ciudad alemana de Heilbronn, disputando el Intersport Heilbronn Open. Esta vez fue como individualista, derrotando en la final a su compatriota Daniel Brands por 7–6(4), 7–6(5). Más tarde en el mes de junio, vuelve a salir campeón en dobles, esta vez junto a su compatriota Simon Greul derrotan en la final del Challenger de Košice a la pareja argentina formada por Facundo Bagnis y Eduardo Schwank por 2–6, 6–3, [11–9] para hacerse con el torneo.
Este año fue el mejor de su carrera, tanto en títulos como también por haber alcanzado su mejor posición de la clasificación de la ATP en toda su carrera, tanto en individuales como en dobles.

## Títulos; 3 (1 + 2)
| Leyenda                        | Individuales | Dobles |
| ------------------------------ | ------------ | ------ |
| Grand Slam (tenis)\|Grand Slam | 0            | 0      |
| ATP World Tour Finals          | 0            | 0      |
| ATP World Tour Masters 1000    | 0            | 0      |
| ATP World Tour 500 Series      | 0            | 0      |
| ATP World Tour 250 Series      | 0            | 0      |
| ATP Challenger Series          | 1            | 2      |

### Individuales
| N.º | Fecha      | Torneo                           | Superficie | Oponentes en la final | Resultado  |
| --- | ---------- | -------------------------------- | ---------- | --------------------- | ---------- |
| 1.  | 30.01.2011 | Challenger de Heilbronn Alemania | Dura (i)   | Daniel Brands         | 7–64, 7–65 |

### Dobles
| N.º | Fecha      | Torneo                                | Superficie    | Compañero   | Oponentes en la final                         | Resultado        |
| --- | ---------- | ------------------------------------- | ------------- | ----------- | --------------------------------------------- | ---------------- |
| 1.  | 06.05.2007 | Challenger de Ostrava República Checa | Tierra batida | Lukáš Rosol | Alexander Krasnorutskiy Aleksandr Kudriávtsev | 2–6, 7–5, 11–9   |
| 2.  | 12.06.2011 | Challenger de Košice Eslovaquia       | Tierra batida | Simon Greul | Facundo Bagnis Eduardo Schwank                | 2–6, 6–3, [11–9] |